# 释如瑞
释如瑞（1957年—），女，山西太原人，中国佛教僧人，现任中国佛教协会副会长、山西省佛教协会副会长，五台山普寿寺住持。